# Tim Blue
Timothy Blue, detto Tim (Palm Beach Gardens, 10 giugno 1984), è un cestista statunitense.

## Palmarès
- Campionato olandese: 1

Donar Groningen: 2009-10
- Pro B: 1

Sharks Antibes: 2012-13
- LNB Pro B Leaders Cup: 1

Sharks Antibes: 2015